# 芦田川 (大阪府)
芦田川（あしだがわ）は、大阪府の主に高石市を流れる芦田川水系の本流で、二級河川。

## 地理
堺市・和泉市境の鶴田池に発し、高石市を概ね西流。同市羽衣地区で一度北へ湾曲したのち再び西流、程なく大阪府芦田川排水機場を通り浜寺水路を経て大阪湾へ注ぐ。
かつて下流にかかっていた伽羅橋（きゃらばし）は、沈香の中でも最高級の「伽羅」で築かれていたことからその名があるという。1865年（慶応元年）石橋へ架け替えられ、更にその石橋も河川改修に伴い、沖合の埋立地「堺泉北臨海工業地帯」にある高砂公園に移築された。伽羅橋の地名は、南海高師浜線伽羅橋駅に残っている。
現在南海電気鉄道の南海本線高架化の工事により、南海高師浜線が本線から分岐する辺りからふるさと広場までの暗渠(二層河川)の工事が進んでいる。

## 流域の概要
流域の自治体
- 堺市、高石市、和泉市

流域面積 : 6.68 k㎡
- 堺市 : 2.14 k㎡、高石市 : 2.8 k㎡、和泉市 : 1.74 k㎡[2]

流路延長 : 5.1 km
- 河口から国道26号線までの区間2.8 kmは二級河川[2]

## 流域の施設
- 浜寺公園
- 大鳥羽衣浜神社
- ジョギング(ふるさと)広場